# قاع العوابثة (وادي العين)
'

تعديل مصدري - تعديل

قاع العوابثة هي إحدى قرى عزلة وادي العين بمديرية حورة التابعة لمحافظة حضرموت، بلغ تعداد سكانها 27 نسمة حسب تعداد اليمن لعام 2004.